# 고현초등학교 (경기)
고현초등학교는 대한민국 경기도 수원시 권선구에 있는 공립 초등학교이다.

## 학교 연혁
- 2002.01.13 고현초등학교, 고현초등학교병설유치원 설립인가
- 2003.03.01 이재구 초대 교장 부임 고현초등학교 개교(19학급)
- 2006.09.01 최진숙 2대 교장 부임
- 2007.10.19 영어 전용교실 개관
- 2007.11.06 고현동요제
- 2008.04.30 고현가족 책사랑의 밤
- 2008.05.31 고현사랑 장미축제
- 2008.06.26 고현교육활동 우수교 경기도 교육감 본교 방문
- 2008.11.06 저작권교육 연구학교 공개 보고회
- 2008.12.07 노부영 콘서트
- 2009.01.13 희망 경기교육 우수 홍보기관 선정
- 2009.02.11 유치원 졸업(제6회 19명)
- 2009.02.13 초등학교 졸업(제6회 125명)
- 2009.03.01 초등학교 20학급 편성, 병설유치원 1학급
- 2009.03.01 영어교육 연구학교 지정(경기도교육청)
- 2009.04.10 외국인과 함께하는 문화교실(CCAP)
- 2009.04.29 학교 공개의 날 운영
- 2009.05.16 고현사랑 장미축제
- 2009.06.12 고현가족 책 사랑의 밤 행사
- 2009.10.09 2009 학교방문 평가 실시
- 2009.11.20 품성교육 계발 프로그램 운영
- 2009.12.20 전국 100대 교육과정 선정
- 2010.02.06 노부영 콘서트 실시
- 2010.02.11 제7회 졸업식(118명)
- 2010.03.01 제3대 전오 교장선생님 취임,초등학교 19학급 편성, 유치원 1학급
- 2011.02 제8회 졸업식
- 2011.03.02 시업식, 제9회 입학식(421명진급,70명입학)
- 2011.03.02 제9회 병설유치원입학식(20명입학)
- 2011.11.19 고현꿈나래도서관 개관
- 2012.02 돌봄교실 리모델링 완공
- 2012.02.14 제9회 초등학교졸업식(88명)
- 2012.02.14 제9회 병설유치원졸업식
- 2012.03.02 시업식 및 제 10회 입학식(288진급,70명입학)
- 2012.03.02 제10회 병설유치원입학식(20명입학)
- 2013.02.19 제10회 초등학교졸업식(77명)
- 2013.02.19 제10회 병설유치원졸업식(22명)
- 2013.03.01 제4대 박종석 교장선생님 취임
- 2013.03.04 시업식 및 입학식(357명진급, 58명입학)
- 2014.03.03 시업식 및 입학식(57명입학, 320명진급)
- 2015.02.10 제12회 졸업(68명)
- 2015.03.01 특수학급 1학급 신설
- 2015.03.02 입학식 및 시업식 (29명 입학, 295명 진급)

## 참고 자료
- 고현초등학교 - 한국교육학술정보원 학교알리미